# 新屋村 (新潟県)
新屋村（あらやむら）は、かつて新潟県岩船郡にあった村。

## 沿革
- 1889年（明治22年）4月1日 - 町村制施行に伴い岩船郡新屋村、中新保村、堀野村、石住村、上中島村、石栗新田、三面村、岩崩村、茎太村が合併し、新屋村が発足。
- 1901年（明治34年）11月1日 - 岩船郡布部村と合併し、三面村となり消滅。